# Giovanni di Bicci de' Medici
Giovanni di Bicci de' Medici, född 1360 i Florens, död 20 februari 1429 i Florens, var en italiensk bankir som grundade Medicibanken, Europas största bank under medeltiden.